# Орбитално квантово число
Орбиталното квантово число е квантово число за атомната орбитала, която определя орбиталния ъглов импулс и описва формата на орбиталата. Орбиталното квантово число е второто от набор квантови числа, описващи уникалното квантово състояние на електрон. Отбелязва се със ℓ.

## Извеждане
Четири квантови числа са свързани с енергетичните нива на електроните: n, ℓ, mℓ, and ms. Те определят пълното, уникално квантово състояние на един-единствен електрон в атома и образуват неговата вълнова функция или орбитала. Вълновата функция на уравнението на Шрьодингер намалява до три уравнение, които, при решение, водят до първите три квантови числа. Следователно, уравненията за първите три квантови числа са взаимосвързани.
Ъгловия импулс на атомния електронен, L, е свързан с неговото квантово число ℓ чрез следното уравнение:
{\displaystyle \mathbf {L} ^{2}\Psi =\hbar ^{2}{\ell (\ell +1)}\Psi },
където ħ е намалена константа на Планк, L2 е орбиталния ъглов импулсов оператор и {\displaystyle \Psi } е вълновата функция на електрона. Квантовото число ℓ винаги е негативно цяло число: 0, 1, 2, 3 и т.н. Атомните орбитали имат отличителни форми, означени с букви. На илюстрацията буквите s, p и d описват формата на атомната орбитала.